# Picot de Sai

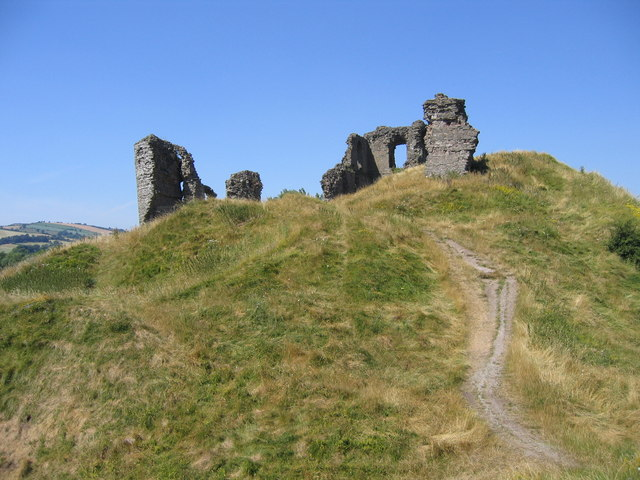
Die Ruine des von Picot de Sai gegründeten Clun Castle

Picot de Sai (* 11. Jahrhundert; † 1098), eigentlich Robert de Sai oder de Say, war ein normannischer Adliger und Lord von Clun. Er stammte aus Sai in der Normandie, nach dem er benannt wurde, und kam während oder kurz nach der normannischen Eroberung nach England. Als Gefolgsmann von Roger de Montgomerie errichtete er in Shropshire in den Welsh Marches Clun Castle und Caus Castle, das nach Picots Heimat Pays de Caux benannt wurde. Im Domesday Book wird er als Herr von 27 Gütern in Shropshire genannt. Clun Castle wurde Mittelpunkt einer Baronie der Welsh Marches.
Mit seiner Frau Adeloia, der Witwe von William de Coimes, hatte er mehrere Kinder, darunter Henry, Robert und eine Tochter, die den walisischen Fürsten Cadwgan ap Bleddyn heiratete. Sein Name wurde später zu Robert de Say anglisiert,  sein Erbe und Nachfolger als Lord of Clun wurde sein Sohn Henry de Say.